# Stenotenes
Stenotenes là một chi bướm đêm thuộc phân họ Tortricinae của họ Tortricidae.

## Các loài
- Stenotenes acroptycha Diakonoff, 1954
- Stenotenes aspasia Diakonoff, 1972
- Stenotenes incudis Diakonoff, 1954